# 伊薩卡Mag-10半自動霰彈槍
伊薩卡Mag-10（英語：Ithaca Mag-10）是一款由位於美国纽约州伊薩卡市的伊薩卡槍械公司所研製和生產的氣動式半自動霰彈槍，發射10鉛徑霰彈。
內置於管式彈倉前部的CounterCoil系統減少了每發的後座力，使得第二次射擊更為容易，但亦導致彈倉尺寸減半至僅為2發霰彈藥筒。普通型號具有寶石表面處理槍栓、經過雕刻的槍管和方格防滑紋槍托。該槍的主要優點是可靠性和強大的火力，缺點是沉重和重新裝填所需的時間較長。
它生產直到1989年，而這時雷明登武器公司購入了該設計，並且將其用作雷明登SP-10半自動霰彈槍的基礎。

## 衍生型

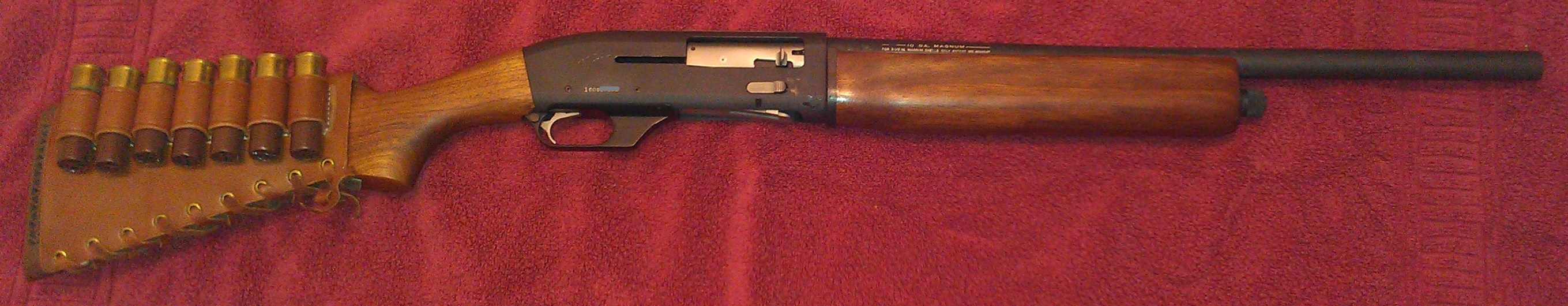
伊薩卡Mag-10封路者型系列—擋塊。

### 封路者型—特殊用途警用霰彈槍
Mag-10的封路者型（RoadBlocker）版本是由伊薩卡為執法機關市場而設計，並於1978年至1986年上市（雖然1981年之後再也沒有提及伊薩卡目錄當中的封路者型版本），但幾乎並無取得在商業以上的成功。在宣傳當中的封路者型配備了20英寸和22英寸的槍管（實際上可以測量出是213⁄4英寸）。槍管還可以選用普通圓筒型或散熱肋條型。該霰彈槍在槍管、機匣以及和無方格防滑紋式核桃槍托和護木都使用了磷酸鹽化表面處理。該霰彈槍的機匣、槍管或槍托以上都並無伊薩卡工廠所標記的“Roadblocker”（封路者型），以至序列號中的任何識別字母。伊薩卡向執法機關提供的封路者型營銷宣稱，Mag-10“可以阻止汽车的行進”。

### 獵鹿者型
獵鹿者型（Deerslayer）採用了22英寸的槍管和步槍式瞄準具，並針對獨頭彈進行了優化。它採用了烤藍或磷酸鹽化表面處理，並採用簡樸的槍托。

## 流行文化

### 动画
- 1989年—《貓眼女槍手》：型號為封路者型，由Percy於汽車追逐Bean途中用以粉碎Beans防彈車窗。